# ABBYY Lingvo
ABBYY Lingvo — родина електронних (з 1989) і друкованих (з 2007) словників, створена російською компанією ABBYY.  Словник можна встановити на персональний комп’ютер або ноутбук, кишеньковий комп’ютер і смартфон. У перекладі з мови есперанто Lingvo означає "мова", про що є статті у словниках ABBYY Lingvo (LingvoUniversal та LingvoComputer). 
12 серпня 2010 року вийшла версія для Mac OS X . Остання версія – ABBYY Lingvo x6 (ікс шість) – вийшла 26 серпня 2014 року.

## Можливості
ABBYY Lingvo x5 включає понад 220 словників, які містять понад 12,5 мільйонів статей для 20 мов. Завдяки інтеграції технології розпізнавання в ABBYY Lingvo x5 з’явилась можливість отримати миттєвий переклад наведенням курсору не лише у тексті, але й на зображенні (у PDF-файлах, відео та Flash-роликах, повідомленнях у вікнах ігор і субтитрах до фільмів). 
У новій версії програми значно розширено функціонал для тих, хто вивчає мови. З’явились нові інтерактивні вправи для поповнення словникового запасу Lingvo Tutor, відео уроки, тлумачний словник англійської мови з ілюстраціями. Уперше в програму включено шаблони листів для англійської, німецької, французької та іспанської мов. 
У версії програми ABBYY Lingvo x6 результати перекладу або пошуку виводяться удвічі швидше, ніж у попередньої версії. Запускається програма в п'ять разів швидше, ніж попередня версія. Оновлено додаток ABBYY Tutor Grammar - програму для інтерактивного вивчення граматики, засновану на сучасному курсі граматики для рівнів Pre-intermediate та Intermediate видавництва Oxford University Press.

## Версії
- ABBYY Lingvo x5 Три мови Домашня версія - 38 загальнолексичних і тлумачних словників для англійської, української та російської мови.
- ABBYY Lingvo x5 Три мови Професійна версія - 86 загальнолексичних, тлумачних і тематичних словників для англійської, української та російської мов.
- ABBYY Lingvo x5 20 мов Домашня версія – 105 загальнолексичних словників для англійської, німецької, французької, іспанської, італійської, португальської, китайської, турецької, української, російської, латинської, угорської, грецької, данської, казахської, голландської, норвезької, польської, татарської, фінської мов.
- ABBYY Lingvo x5 20 мов Професійна версія – 220 загальнолексичних, тлумачних і тематичних словників для англійської, німецької, французької, іспанської, італійської, португальської, китайської, турецької, української, російської, латинської, угорської, грецької, данської, казахської, голландської, норвезької, польської, татарської, фінської мов.
- ABBYY Lingvo x5 Три мови Корпоративна версія – 86 загальнолексичних, тлумачних і тематичних словників для англійської, української та російської мов. Потрібне серверне встановлення програми.
- ABBYY Lingvo x5 Двадцять мов Корпоративна версія – 220 загальнолексичних, тлумачних і тематичних словників для англійської, німецької, французької, іспанської, італійської, португальської, китайської, турецької, української, російської, латинської, угорської, грецької, данської, казахської, голландської, норвезької, польської, татарської, фінської мов. Потрібне серверне встановлення програми[2].

- ABBYY Lingvo x6 Три мови Професійна версія - 82 загальнолексичних, тлумачних та тематичних словника для англійської, української та російської мов.
- ABBYY Lingvo x6 Багатомовний Професійна версія - 224 загальнолексичні, тлумачні та тематичні словники для 19 мов, включаючи англійську, українську, російську, іспанську, китайську, німецьку, французьку та інші.
- ABBYY Lingvo x6 Три мови Домашня версія - 82 загальнолексичні, навчальні, граматичні та тлумачні словники для англійської, української та російської мов[3].

## Історія
У 1989 році студент 4 курсу МФТІ Давид Ян і програміст Олександр Москальов розпочали роботу над комп’ютерною програмою, здатною перекладати слова й словосполучення з англійської мови на російську, – електронним словником. Програма надійшла у продаж вже через рік і стала першим продуктом компанії ABBYY.